# Thumb Wrestling Federation
TWF - Federação de Luta Livre de Polegares (em inglês Thumb Wrestling Federation) é um programa infantil exibido no Brasil pela Cartoon Network e na RedeTV!, no bloco denominado TV Kids. E no Cartoon Network é exibido geralmente durante os comerciais do canal. como curta em alguns comerciais.

## Origens
A TWF - Federação de Luta Livre de Polegares é baseado em grandes promoções de luta livre profissional tais como a World Wrestling Entertainment (antiga World Wrestling Federation) que foi criada por Devon Ott de Long Island, Nova York.

## Comentaristas
- Dick Thompson: Principal locutor amigo do Coronel Cossaco. Dick comenta corretamente muito ao contrário do Coronel, mas por vezes ele é ainda mais divertido que o Coronel. Dublado por Ben Masten na versão original.
- Coronel Cossaco: Um comentarista russo maluco ex-lutador e amante de esmagar as pessoas. É velho, mas com uma mentalidade infantil. É casado com a Sr.ª Coronel Cossaco (muito parecida com ele) e possui uma pedrona e um cavalinho de brinquedo como amigos. Seu maior rival é o Stash. Ele odeia Sr. Extremo desde que ele o atingiu com um skate ele tem medo de Milty, o palhaço. Dublado por Sean Schemmel na versão original.

## Lutadores

### Destros (Dexteras)

#### Vini Victório (Vini Vidi Victory)
Originalmente um lutador rebelde de um ambiente ruim, Victório fez parte de uma gangue de desordeiros que oprimiam todos que fossem inferiores a eles. Ao entrar em um ginásio, Victório passou a dedicar-se a proteger as pessoas ao invés de maltratá-las fundando a equipe dos Poderosos Destros, da qual se tornou líder. Seu golpe assinatura é o "Vini Vidi Vada Bum", em que ele golpeia seus rivais da esquerda para direita várias vezes. Ele aparecia bastante nas duas primeiras temporadas, porém perde sua importância a partir da terceira. Apesar de ser o líder dos Destros, ele tem o menor número de participações entre os Destros principais, somente lutando contra Flashback, Visitante, Polegarzão, Capitão Carpal e no Royal Thumble contra Aranhinha e Visitante, mas apesar disso ele tem o menor número de derrotas. Ele foi o único Destro principal da terceira temporada a não enfrentar o Pepe Milionário. Seu nome no idioma original (inglês) é um pouco baseado em Veni Vidi Vici, a versão latina da citação de Júlio César. Dublado por Wayne Grayson na versão original.

#### Super-Herói (Hometown Huck)
Super-Herói é um lutador da cidade natal de Omaha, Nebraska. Antes de sua carreira de lutador, Super-Herói ajudava os outros ou era chamado para jogos de bingo. Sempre ao entrar na arena, ele tem uma maneira de saudação cumprimentando nomes de lugares (por exemplo, países ou cidades). Super-Herói junto com Líder Victorio também serve como um juiz para os novatos que desejam aderir aos Destros. Seu golpe assinatura é o "Socos do Super-Herói", onde ele acaba com seu adversário dando vários socos ao mesmo tempo que seus fãs vibram gritando o nome de seu ataque. Em uma partida contra Pepe Milionário é mostrado que Super-Herói não pode executar o "Socos do Super-Herói" sem apoio dos fãs (Pepe silenciou-os dando sorvete resultando assim a derrota dele). Ele foi o vencedor da primeira temporada. Dublado por Christopher Kromer na versão original.

#### Wasabi
Wasabi é uma lutadora que se destaca na poesia e no rap. Não tão popular na escola a maioria dos alunos não conviviam com ela. Por isso ela passou a maior parte de seu tempo escrevendo coisas em seu diário tais como poesias e raps. Certa vez após recitar alguns de seus poemas e de seus raps no palco, ela finalmente ganhou alguma atenção. Por alguma razão ela entrou para os Destros. Como uma lutadora seu golpe assinatura é chamado de "O Melhor Poema de Todos" sempre que ela sussurra um poema aos ouvidos de um adversário. Embora as palavras do poema nunca foram reveladas o seu significado positivo pode incapacitar qualquer inimigo (exceto o Maligno e Dwayne que são imunes a ele) após os lutadores ouvirem eles ficam paralisados com a poesia a admirando dando tempo permitindo que Wasabi o ataque com facilidade. Seu maior admirador é Pinky (um dos apoiadores dos Destros) que tem uma queda por ela e ironicamente a ajuda a ganhar em todas suas lutas. Seu nome é uma referência a um vegetal quentes e picantes do Japão. Ela entre os Destros principais é a mais fraca. Dublada por Erica Schroeder na versão original e por Rita Almeida no Brasil.

#### Sr. Extremo (Mr. Extremo)
Jimmy Median, mais conhecido pelo nome de Sr. Extremo era um indivíduo que só possuía qualidades comuns. Devido a isso seus amigos zombavam dele. Um dia, ele decidiu surpreender a todos com suas manobras de skate indo pelo ar ganhando respeito dos seus colegas e mais tarde entrando para equipe dos Destros. Sua máscara se parece com a de um roqueiro heavy metal. Suas especialidades incluem andar de skate e voar usando sua mochila-jato. Ele fez sua estreia na segunda temporada da qual ele ganha. O curioso é que ele foi o único a ganhar duas temporadas seguidas (a 2.ª, contra o Maligno, é a 4.ª, contra o Visitante). Dublado por Sean Schemmel na versão original.

#### Phil, o Esportista (Face-Off Phil)
Phil, o Esportista antigamente era jogador de hóquei do Canadá. Ele foi então recrutado pelos Destros que ficaram impressionados com suas performances passando a ser considerado um bom lutador. Ele também tem um "hábito" de se enfurecer quando alguém insulta sua nacionalidade, seu esporte de hóquei, seu sotaque estranho, e chamando-o de "cabeça quente" devido à sua personalidade hiperativa. Ele é o segundo lutador a ter uma máscara modelada no formato de uma bandeira, que neste caso a sua é da bandeira canadense (o outro é James Patriota cujo rosto é modelado com a bandeira americana). Dublado por Sean Schemmel na versão original.

#### Danny Estouro (Danny Kaboom)
Danny (pronuncia: Deni) é o especialista em explosivos dos Destros. Ele é especialista em bombas e explosivos. Ele foi superado por Fogaréu e Rainha Rudankamen na 2.ª e 3.ª temporadas. Ele derrotou o Ira Maldoso na 4.ª temporada e venceu o Mafioso nas quartas de final da mesma temporada. Depois, perdeu para O Visitante na semifinal da mesma temporada. Ele é esperto e muito elegante. O seu movimento da assinatura é o "Dinamites Explosivas" onde ele bate a bomba ao adversário. Ele também apareceu no episódio Academia Destros, no qual ele está praticando sua demolição. Ele volta na quinta temporada, vencendo O Cavaleiro Negro, mas perde para Polegarzão nas quartas de final. Interpretado por Keith Vincent na versão original.

#### Solado Cunningham (Cleat Cunningham)
Cunningham é um campeão de futebol inglês desde criança. Ele teve uma pequena rivalidade com Mafioso segundo a biografia. Ele faz sua estreia na quinta temporada, derrotando o Billy Maldoso, a Aranhinha, o Maligno e o Polegarzão na final. Em sua partida contra Maligno, ele foi suspeito de ter sabotado Sr. Extremo nas Quartas de Final, mas no campeonato os Destros e Pinky descobriram que suspeitar dele era um plano dos Canhotos para vencerem o campeonato, nisso com a ajuda dos Destros Cunningham derrota Polegarzão e o plano dos Canhotos fracassa, e logo depois da partida os Destros descobrem que o sabotador era Fogaréu disfarçado (E este é nocauteado por Sr. Extremo). Assim como Pepe Milionário, ele tem o recorde perfeito, somente vitórias e nenhuma derrota. Interpretado por Marc Thompson na versão original.

#### Nocaute Ninja (Knockout Ninja)
Antes de se tornar um lutador, Nocaute Ninja treinou anos de Ninjutsu. Depois de se tornar ágil para sua profissão, Nocaute Ninja levou todas as suas habilidades para o ringue. Ele tem o menor número de resistência entre os Destros. Ele tem o maior número de agilidade assim como Aranhinha e Ameba. Assim como Visitante, ele desaparece e reaparece nas suas lutas. Na terceira temporada (fazendo sua estreia), ele perde para o Capitão Carpal. Voltou na quarta temporada perdendo para o Mafioso, e na quinta ele retorna e ganha do Fogaréu. Dublado por Sean Schemmel na versão original.

#### Princesa Pei Pei (Pei Pei the Purple Panda)
Outra lutadora feminina a partir dos Destros, Pei Pei é a princesa de um país fictício chamado Porpoisestan. Ela também é uma lutadora com um caráter de classe. Fazendo sua estreia na primeira temporada, Pei Pei foi superada por seu marido Fogaréu. Um ataque de luta notável que ela possui é chamado de Loucura do Panda, um movimento que envolve agarrar o adversário e lançá-lo para o lado usando a alavancagem. Sua arma é o Cédulo Real de Porpoisestan, uma haste de metal que é usado como bambu. Foi usado quando ela fez sua segunda aparição na terceira temporada, onde ela derrotou Scott, o Explorador. Pei Pei é dublada por Erica Schroeder na versão original.

#### Srª Ginástica (Miss Fitwell)
A única Destra com 3 olhos. Ela é a professora de ginástica dos Destros, com uma resistência impressionante entre eles. Somente apareceu em 2 temporadas; fazendo sua estreia na 3.ª temporada, ela perdeu para Vick Resfriado após ele espirrar todo o seu corpo nela e mostrar sua forma interior; na 4.ª temporada, ela volta e derrota o Capitão Carpal, frustrando-o emocionalmente após prender o seu papagaio, o Polly. Sr.ª Ginástica é interpretada por Zoe Martin na versão original.

#### Grande Estrela (Big Star)
Grande Estrela é o primo ingênuo de Polegarzão. Apesar de relacionados entre si, Polegarzão não gosta dele por causa de suas diferenças de personalidade. Devido a isso, Grande Estrela tenta tudo o que pode para ganhar o respeito de seu parente. Em sua estreia na TWF, na 2.ª temporada, Grande Estrela quase derrotou o Ira Maldoso por ser imune ao olho hipnótico, mas antes que pudesse prendê-lo, o modo tradicional de garantir uma vitória, Polegarzão o derrubou usando uma cadeira, dando a Ira vitória fácil. Ele foi visto pela última vez participando de um game show onde ainda acaba perdendo. Grande Estrela é retratado por Walt Gardner na versão original.

#### Leary Sorte (Lucky O' Leary)
Leary Sorte é um sortudo vindo da Irlanda. Sua mascara é bem parecida com um gato verde. A parte de trás de sua máscara é parecida com um trevo de quatro folhas, porque ele é baseado em sorte. Ele era um protetor de um arco íris. Assim como Flashback, O Cavaleiro Negro, Homem Mosca, Ameba, Sir Serpente, Grande Estrela, Guloso, Stash e Dwayne Demente, ele só aparece uma vez na série. Ele possivelmente aparece na torcida em Polegarzão vs. Golpeador . Ele derrota o oponente fazendo ele fazer coisas que trazem má sorte como quebrar um espelho, passar por baixo de escada e passar por um gato preto. Dublado por Sean Schemmel na versão original.

#### Tom Gato (Tom Cat)
Tom é um gato Destro e seu movimento assinatura é o Bola de Pêlo e o Caixa de Areia. Ele se transformou em um zumbi em seu primeiro jogo depois de Pinky lhe deu para beber um suco de zumbis em uma tentativa frustrada de derrotar o Polegarzão num grande momento. Ele voltou na 5.ª temporada, e perdeu para Scott, o Explorador. É interpretado por Dan Green na versão original.

#### Ai (Ouch)
Ai é um lutador Destro famoso por sempre se sair machucado durante suas lutas (embora muitas vezes ele se machuque sozinho). Sua máscara se parece com uma múmia. Ele é fraco e está ciente deste fato.

#### Gil (Gill)
Gil é um monstro do pântano com uma natureza bruta. Seu super movimento é a Lama do Pântano, onde ele deixa cair uma pilha gigante de lama em seu oponente. Ele perdeu para Aranhinha  na 1.ª temporada e venceu Mafioso na 3.ª temporada.

#### Mahi Mahi (Mahi Mahi Mindy)
Mahi Mahi está em uma missão de conservação da vida marinha, fazendo dela a Destra mais entusiasmada de todas. Com o poder de generosidade do oceano, ela fará os Canhotos se sentirem peixes fora d'água. Quando ela lutou contra Perigoso Rolf, usou a habilidade de comunicação marinha para chamar seus amigos peixes, mas não conseguiu porque não podem respirar na superfície. No entanto, Pinky deu a ela o diário do Rolf, ela leu e Rolf chorou de vergonha dando sua vitória fácil. Ela pode estar apaixonada pelo Gill. Interpretada por Zoe Martin na versão original.

#### Pierre Gourmet (Pierre Pamplemousse)
Pierre é o chef de cozinha dos Destros. Ele usa as armas que são baseadas em alimentos. O seu movimento da assinatura é a Tempestade de Espátulas Mortal que é onde ele joga muitas espátulas gigantes em seu oponente. Ele superou o Guloso na 3.ª temporada, mas voltou na 4.ª temporada e perdeu para o Polegarzão quando ele foi vencido por um golpe de uma cadeira lançada por Steve. Ele voltou ao ringue na quinta temporada enfrentando Maligno e é vencido  pelas travessuras de Chico e Riso Maluco. Pierre Gourmet é dublado por Sean Schemmel na versão original.

#### Barbatana (Dorsal Flynn)
Barbatana é um comediante ruim e decidiu tentar vencer as partidas. Mesmo que ele seja velho e não seja engraçado, ele ainda tem vários golpes onde ele joga um jato d'água no oponente. Depois de perder sua partida contra Polegarzão, ele se tornou entrevistador do TWF para atividades extras e o campeonato. Mas no entanto, ele ainda é um lutador.

#### Milty, o Palhaço (Milty The Clown)
Você não vai querer subestimar esse Destro. Ele leva a comédia muito a sério e considera o riso a arma mais forte. Entre os Destros ele é cheio de piadas, mas suas habilidades no ringue não são uma piada. No entanto, ele é muito engraçado, e geralmente não leva suas lutas a sério. Ele perde para Aranhinha e Rainha Rudankamen na terceira temporada e perde para Polegarzão na quinta temporada. Ele foi o primeiro lutador a perder duas vezes na mesma temporada, o motivo para ele ir para as quartas de final é um mistério.

#### Gary, o Estagiário (Gary The intern)
Gary é um cabeleireiro estagiário da TWF, vindo da Austrália. Foi a primeira vítima do Maligno na 1.ª temporada, aonde estrelou. Na 5.ª temporada, ele não faz um bom retorno, pois perdeu feio para a Aranhinha. Dublado por Wayne Grayson na versão original.

#### Homem Mosca (Fly Guy)
Um híbrido entre ser humano e mosca, ele é um dos mais ágeis dos Destros, porém muito irritante, tanto é que sua descrição diz "Soa como uma lâmpada fluorescente velha". Sua primeira e única luta foi na segunda temporada, enfrentando a Aranhinha, estando sobre vantagem no 1.º e 2.º rounds, porém no 3.º, ele foi desclassificado pelo juiz por ser "extremamente irritante".

#### Uga-uga (Gogachog)
É um homem das cavernas, com muita brutalidade, mas pouca inteligência. Ele estrelou na 3.ª temporada, enfrentando O Último Viking, perdendo após inventar a roda. Na 4.ª temporada, ele enfrentou mais um personagem da antiguidade, a Rainha Rudankamen, e perdeu de novo após ser esmagado por uma pirâmide enquanto foi preso numa catacumba. Retornando na 5.ª temporada, sua perca já foi perceptível enfrentando O Visitante.

#### James Patriota (James Motgomery Flag)
Sendo fiel ao seu país, James luta com coragem e força pelos Destros. Estreando na 1.ª temporada, ele estava enfrentando o Maligno, porém desistiu no 2.º round, e pediu para o seu pai, o Stash, enfrentar o diabólico lutador e perdeu. Na 2.ª temporada, ele faz uma aparição especial, unido à Mahi Mahi Mindy e ao seu robô criado, Unidade 19G, para enfrentar o Escorpião, o Vampirinho e o Perigoso Rolf nos armários. Na 4.ª temporada, após ser treinado pelo seu pai, James enfrenta e derrota o Billy Maldoso, embora Pepe Milionário, Ira Maldoso e Scott, o Explorador estavam armando contra ele. Dublado por Sean Schemmel na versão original.

#### O Stash (The Stash)
O Stash, assim como o Coronel Cossaco, é um lutador aposentado da TWF e pai do James Patriota. Somente apareceu para lutar contra o Maligno quando o seu filho desistiu. Na quarta temporada ele retorna para treinar os Destros, porque eles não estavam indo bem no começo da temporada.

#### Unidade 19G (Unit 19G)
Criado por James Patriota, Unidade 19G é um robô de alta tecnologia preparado para lutar. Estrelou na primeira temporada lutando contra o Fogaréu e perdeu após Chico (um escudeiro do Maligno) jogar uma cadeira nele. Na 2.ª temporada, faz uma aparição especial nas disputas verbais dos Destros e na Royal Thumble. Retornou na 4.ª temporada, derrotando o Gravata, após ser aprimorado pelo Stash, mas na 5.ª, perdeu para o Mafioso. Dublado por Wayne Grayson.

#### Homem Cachorro (Weredog)
Ele é um homem que pode se transformar em um cachorro quando presencia a lua cheia. Estrelou na terceira temporada derrotando O Visitante, mas na quarta, perdeu contra Vick Resfriado, sendo este auxiliado pelo Pepe Milionário com uma loção de catapora e um telefonema ao canil. Dublado por Keith Vincent na versão original.

#### Capitão Esplanada (Captain Splanade)
Um auxiliar de treinamento dos Destros. Raramente aparece nos Episódios. Ele é medroso, por isso nunca luta. E sempre que alguém pergunta quem fez tal coisa, ele responde, Não fui eu.

### Canhotos (Sinistras)

#### Maligno (Senator Skull)
Vincent Arthur Skullberg também conhecido como Maligno era um simples estudante em uma escola do estado da Flórida, e é o principal antagonista da série. Depois de ser maltratado várias vezes por delinquentes ele treinou duro para se tornar um lutador e eventualmente exigiu vingança contra eles. Ainda não satisfeito com isso estabeleceu os Canhotos uma sociedade de lutadores rebeldes que vai por princípios diferentes dos da TWF. Além de liderar esta sociedade, ele tem planos para dominar o mundo, mas suas chances de alcançá-las são muitas vezes derrubadas porque o seu grupo está muitas vezes em crise (os outros Canhotos não têm interesses em dominar o mundo). Ele largou a luta livre na 3.ª temporada depois de usar uma máquina climatizada contra Phil, Esportista. Ele então torna-se treinador dos Canhotos. O seu reinado como líder terminou quando Pepe Milionário venceu o torneio e assumiu o comando subornando de todos os seus camaradas. Na 4.ª temporada no campeonato Maligno serve como o protagonista com os outros Canhotos para parar Pepe e removê-lo da liderança. Ele volta na 5.ª temporada chegando perto do campeonato mas perde na semifinal. Um de seus dois movimentos assinatura é "O Ataque, o Choque e a Vingança" um ataque onde ataca para baixo um adversário e em seguida eletrocutando-os usando o poder de dentro dele. O outro é a "Caveira", mas grande parte deste não é revelado porque ele foi deliberadamente censurada por algumas razões, mas sobre a execução do movimento a área parece que ela foi visitada por um furacão e uma espessa névoa começa de coberturas, usando uma vez este em uma partida contra James Patriota e o Stash. Na sexta temporada, tentou ajudar o Fogaréu com suas trapaças para derrotar o Phil, o esportista só para tentar conseguir tomar o contole da TWF, mas falhou.

#### Polegarzão (The Big Time)
O mais popular dos Canhotos, Polegarzão é bem conhecido por seu carisma e credibilidade nas ruas. Ele tem o número 12 incorporado em sua máscara e tem um bigode que se parecem com ponteiros de um relógio. Muito durável alguns lutadores ficam cansativos quando se tratam de golpes de pouso sobre ele. Quando ele não está lutando, Polegarzão serve como treinador para os Canhotos em suas sedes. Ele sai da equipe na 4.ª temporada enquanto lutava com Pierre Gourmet porque Steve jogou uma cadeira em Pierre o derrotando enquanto a "Bomba Relógio" ia ser usado, mas retorna na quinta temporada chegando até a final, porém não foi o campeão dela. Seu ataque assinatura é "A Bomba Relógio" onde ele balança para a esquerda e direita com seus fãs contando para trás 5-1, após a fixação do adversário uma explosão ocorre com a forma de um cogumelo vermelho, mas embora seja muito destrutivo pelo menos dois lutadores (Super Herói e Arbícola) conseguiram continuar lutando após recebê-la (embora Arbícola teve a ajuda de Pinky e Super Herói não tinha ajuda de ninguém). Ele é dublado por Keith Dawkins (temporadas 1 e 2) e Wills David (3.ª Temporada) na versão original.

#### Aranhinha (Itsy Bitsy)
Aranhinha é uma lutadora aracnídea que fala com um sotaque italiano. Para atacar os rivais com facilidade e armadilhas de teia muito difíceis de se romperem (Super-Herói conseguiu escapar em um episódio). Seu nome original é uma referência a uma canção de ninar chamada "The Itsy Bitsy Spider". Ela sai na 4.ª temporada, após Gravata perder para Unidade 19G (depois que ela perdeu para Wasabi). No entanto Aranhinha volta e derrota Gary, o Estagiário na 5.ª temporada. Ela foi para as quartas de final contra o novo Destro, Solado Cunningham e perdeu. Dublada por Erica Schroeder na versão original.

#### Fogaréu (N Fuego)
Fogaréu é um lutador com um sotaque espanhol e um dançarino qualificado. Seus movimentos de dança geram calor que colocam adversários em sua misericórdia. Ele é ativo no primeiro torneio e no segundo, mas só se vê na margem no terceiro. No entanto ele voltou na quarta temporada lutando contra Phil, o Esportista nas quartas de final, mas depois foi espancado pelo Sr. Extremo na semifinal. Ele fez uma aparição na 5.ª temporada, onde foi superado por Nocaute Ninja. Ele foi mostrado em uma recordação no início que ele dançava com as crianças da escola. Ele também estudava na mesma escola/faculdade que Wasabi. Ele pode ser promovido a segundo em comando. Dublado por Javier Jimenez na versão original.

#### Ira Maldoso (Evil Ira)
Ira Maldoso é um lutador com três olhos, um sotaque finlandês e poderes mágicos. Ele inicialmente era um membro dos Destros. Embora ele preferia ser chamado Ira Bondoso, o nome era de propriedade de outra pessoa e assim sugeriram que ele se chamasse de Ira Maldoso. Depois de ganhar alguns jogos no primeiro torneio como um Destro, Ira Maldoso surpreendentemente decidiu juntar-se aos Canhotos por razões desconhecidas (depois de ter derrotado Fogaréu, quando ele deixou cair um piano nele). Os poderes do mal de Ira são de hipnotizar seus oponentes usando a energia mística de seu terceiro olho e de poder convocar objetos para que caiam de cima. Ele foi ativo nas temporadas um e dois, mas apenas aparecendo à margem na terceira temporada. Na 4.ª temporada, ele perde para Danny Estouro e desistiu do seu time com Scott, O Explorador depois de Billy Maldoso perder para James Patriota, mas voltou após o Maligno reassumir o comando dos Canhotos. Dublado por Sean Schemmel na versão original.

#### Pepe Milionário (Bucks Gazillion)
Aparecendo no terceiro torneio, Pepe Milionário é um empresário bilionário e líder dos Canhotos sendo ele o principal vilão na 3.ª e 4.ª temporada. Ele é um estrategista inteligente que usa o dinheiro e engana outros adversários. Pepe também venceu a 3.ª temporada do torneio atraindo para longe os Destros e chamando os Canhotos para lutarem, pavimentando seu caminho para uma vitória fácil. No entanto ele não tem o desejo de governar o mundo ao vencer a TWF, mas sim fazer dela parte de sua empresa a Gazillion Incorporated. Ele se torna o principal antagonista na 4.ª Temporada. Mais tarde na 4.ª temporada ele ajuda os Canhotos a ganharem todos os seus jogos, mas em "Wasabi vs Aranhinha", "Unidade 19G vs Gravata" e "James Patriota vs Billy Maldoso" seus planos fracassam e os Destros ganham os jogos. No final da 4.ª temporada, ele tinha a estratégia perfeita para ganhar o título por meio do Visitante, porém Maligno e seus Canhotos sabotam todo o plano dele, e assim o Sr. Extremo vence pela segunda vez um campeonato da TWF. Dublado por Marc Thompson na versão original.

#### Steve
Steve é o assistente de Pepe Milionário que serve como um back-up fora do ringue. Enquanto seu mestre usa o sinal de dólar na máscara, Steve usa o símbolo centavo no mesmo local. Ele ainda está a lutar no ringue. Steve é, possivelmente, com baseado em Virgil, o assistente de The Million Dollar Man's. Dublado por Marc Thompson na versão original.

#### O Visitante (The Visitor)
Estrangeiro com muita tecnologia, como raios desintegradores, teletransportadores e dispositivos de cloagem para ajudá-lo a vencer. Na 1.ª temporada, perdeu para Líder Victório. Na segunda temporada, ele lutou no Royal Thumble e superou Unidade 19G, mas com a mesma performance, foi derrotado por James Patriota. Ele perdeu para Homem Cachorro na 3.ª temporada. Na 4.ª temporada, ele venceu Super-Herói e Danny Estouro nos playoffs para chegar à final, e na final foi derrotado pelo Sr. Extremo, mas antes disso percebeu que foi enganado pelo Pepe Milionário e decidiu continuar lutando só para tentar vencer o Senhor Extremo. Após perder na 4.ª temporada, ele retorna na 5.ª temporada superando o Uga-Uga.

#### Mafioso (Mugsy Thumbscrew)
Mafioso é filho de um chefe de máfia em Roma. Ele teve uma rivalidade com Cunningham. Quando ele tinha 8 anos, ele decidiu aprender a lutar e assistia todas as partidas do TWF através de sua televisão lá em Roma. Seu pai usou suas conexões da Itália com os Estados Unidos para ele se juntar aos Canhotos no início de sua carreira de luta livre. Ele não é um lutador principal, porém chegou perto do campeonato nas quartas de final mas é derrotado. Ele era um aliado confiável do Pepe Milionário que ofereceu muitos avanços para a vitória. Sua máscara é semelhante a uma cartola. Ele geralmente tenta não sujar suas mãos em suas lutas. Assim como Ira Maldoso, possui um sotaque italiano. É interpretado por Sean Schemmel na versão original.

#### Rainha Rudankamen (Queen Nefrercrepy)
Uma das rainhas mais mesquinhas da Antiguidade, Rainha Rudankamen é uma lutadora egípcia com o poder de jogar maldições antigas no seu oponente, ou qualquer coisa que venha do Egito. Sua estreia como lutadora foi na terceira temporada, enfrentando o Danny Estouro e Milty, o Palhaço com vitórias, mas na semifinal, não foi capaz de pôr o Phil Esportista no chão. Na quarta Temporada ela retorna enfrentando o Uga-Uga com sucesso, mas na quarta de final o Sr. Extremo a superou.

#### Flashback
Flashback é um lutador com amnésia. Ele esqueceu a maioria de seu passado. Tudo que ele sabe é que ele está muito mal, mas geralmente se esquece de que ele está em uma luta. É por isso que ele nem sempre ganha uma partida. Seu movimento assinatura é O Flash que ele tira uma foto de seu oponente e o deixa cego, mas ele não sabe que esse movimento pode ser mortal. Ele é o menos popular dos canhotos. Sua mascara é parecida com um camarão. Dublado por Sean Schemmel na versão original.

#### Scott, o Explorador (Scoutmaster Scott)
Scott é um explorador da natureza e chefe escoteiro dos escoteiros cookies. Sua primeira luta foi enfrentando a Princesa Pei Pei e perdeu contra a própria, mesmo com seu conhecimento de natureza e armadilhas. O mesmo conhecimento foi desnecessário contra Phil Esportista na quarta temporada. Na quinta ele faz sua primeira vitória na TWF contra o Arbícola.

#### Billy Maldoso (Big Bad Billy Goatesky)
Billy Maldoso é um bode velho de Wisconsin. Quando ele era uma pequena criança, ele se perdeu dos seus pais em um parque de animais de estimação. Assim, ele começou a viver com cabras e bodes do parque. De tanto ser criado por cabras, ele rapidamente foi confundido com tais, e as crianças costumavam mexer com ele, e por isso ele começou a odiar e falar mal de crianças. Billy tem uma personalidade resmungona, um dos fatos que o fazem um lutador com uma péssima performance, que perdeu todas as suas lutas, enfrentando o Sr. Extremo na 2.ª temporada, o James Patriota na 4.ª temporada e o Solado Cunningham na 5.ª temporada.

#### Corbata
Corbata é um campeão de vídeo games, ele tem uma atitude amadora, adolescente e profissional de vídeo games, logo depois ele entrou para o TWF e se juntou aos malvados Canhotos, ele faz um som de buzina toda fez que ele teca em alguma coisa. Ele foi o maior pregador de peças antes da Chita aparecer. Ele age como um valentão de um colégio, quando ninguém torce por ele em suas lutas. É revelado em sua partida contra Wasabi que sua mãe parece couve de Bruxelas. Dublado por Dan Green na versão original.

#### Guloso (Snagglefangs)
Na TWF, ele é um iniciante e recruta do Maligno, para a desenvoltura dos seus planos do mal, também tendo a intenção de se alimentar de tudo ao seu alcance.

#### Sir Serpente (Sir Serpent)
Uma serpente macho, elegida Sir pelos rei e rainha da Inglaterra, com uma etiqueta notável. Demonstrando tanta etiqueta e também golpes de serpentes, ele enfrentou o Super-Herói na primeira temporada e perdeu.

#### O Cavaleiro Negro (The Black Knight)
O Cavaleiro Negro foi um lutador medieval da Britânia. Como carrasco lutou contra Danny Estouro e perdeu.

#### Perigoso Rolf (Rolf The Reaper)
É um fortuno alemão dos Canhotos. Só um chato dia de chuva pode fazê-lo feliz, ele traz um novo significado para a falta de sentido de palavra, ele não é tão sem emoção pois em sua partida contra Mahi Mahi Mindy é mostrado em seu diário que ele gosta de coelhos e não quer admitir para ninguém. Ele, Escorpião e Vampirinho lutaram ao lado de Aranhinha e O Visitante no Royal Thumble, interpretado por Ben Masten na versão original.

#### A Ameba (The Amoeba)
Uma lutadora festeira capaz de diminuir a um tamanho microscópico. Ela só apareceu na primeira temporada, onde perdeu para Ira Maldoso, quando este lutou pelos Destros.

#### Chitá (The Cheetah)
Mestra em trapaças, ou em tudo que inclua jogo sujo, Chitá é uma integrante dos Canhotos que estreou na segunda temporada perdendo para Phil Esportista, que também estrelou na segunda temporada. Porém ela retornou na quinta temporada, mas perdeu para Super-Herói.

#### O Último Viking (The Lost Viking)
O Guerreiro Bárbaro dos canhotos que não tem um poder especial, porém tem sua brutalidade como arma principal contra seu oponente.

#### Billy Morceguinho (Billy Batboy)
Billy Morceguinho é um lutador que carece de espiritualidade para lutar e que ama morcegos. A primeira vez em que ele lutou foi contra a mestra de rimas e improvisos Wasabi, perdendo por uma falha do seu ataque especial, que é a invocação de morcegos. Na 3.ª temporada, ele é superado por Super-Herói. Quando não está lutando, Vampirinho ajuda Maligno com seus planos maléficos.

#### Dwayne Demente (Dwayne Bramage)
Este canhoto demente deve ter levado vários golpes na cabeça. Ele é um cara durão, mas está totalmente fora de si, e ninguém entende o que ele diz. Sua cidade natal é Choo-Choo que mencionou em seu Trash-Talk  com Wasabi. Ele acha que cordas do ringue são tortas de abacaxi. Ele sobreviveu ao Melhor Poema de Todos por ser maluco demais para entender. Ele é o lutador mais maluco e idiota da segunda temporada.

#### Vick Resfriado (Sick Vick)
Não totalmente saudável para lutar, Vick Resfriado é um lutador com recorde perfeito de somente vitórias, porém, suas aparições só duraram até meados da 4.ª temporada. Suas lutas foram contra a Sr.ª Ginástica, derrotando tal com um espirro tão forte que tirou toda a sua pele de si mesmo. Lutando pela última vez, Vick enfrentou o Homem Cachorro, derrotando-o com as trapaças de Pepe Milionário.

#### Capitão Carpal (Captain Carpal)
Como um rapaz, o capitão Tiberious Carpal tinha vontade de se tornar um pirata. Depois de ter um problema na escola, ele percorreu os mares para cumprir sua ambição. Ao completar suas viagens, o Capitão Carpal se juntou ao Canhotos. Em sua estreia de luta livre que estava no segundo torneio, ele perdeu em uma dura partida contra Líder Victório. Fazendo seu retorno na terceira temporada, ele superou Nocaute Ninja usando seu movimento assinatura, um canhão. Ele voltou mais tarde à temporada 4 e perdeu para a Sr.ª Ginástica. Interpretado por Marc Thompson.

#### O Escorpião (The Scorchion)
O Escorpião é um escorpião perigoso cujo dedo mínimo solta um veneno que atordoa seu oponente, também lhe dando náuseas. Ele perdeu para o Super-Herói na primeira temporada. Na 2.ª temporada, ele volta a lutar, desta vez na Royal Thumble, superando James Patriota com um cacto, mas depois foi superado por Phil Esportista com uma tacada de hóquei. Na 5.ª temporada, ele deu tudo de si e de seu veneno para enfrentar o destemido Sr. Extremo no seu lar, o Vale da Morte, porém tudo foi em vão por ele ter perdido.

#### Chico (Cheeko Rojo)
Chico não é um lutador porém é um dos recrutas do maligno para seus planos de trapaça aparecendo em muitas temporadas.

#### Riso Maluco (Laughing Loony)
O último recruta do maligno para desenvoltura de seus planos que também tem o poder de ter risadas mortais capazes até de criar terremotos. 

## Episódios

### Primeira temporada
- Vini Victório vs Flashback
- Fogaréu vs. Unidade 19G
- Wasabi vs Corbata
- Maligno vs Gary, o Estagiário
- Super Herói vs O Escorpião
- Aranhinha vs Gil
- Ira Maldoso vs A Ameba
- Polegarzão vs Barbatana
- Super Herói vs Sir Serpente
- Aranhinha vs Ai
- Ira Maldoso vs O Último Viking
- Polegarzão vs Tom Gato
- Vini Victório vs O Visitante
- Wasabi vs Billy Morceguinho
- Fogaréu vs Princesa Pei Pei
- Maligno vs James Patriota
- Quartas de Final: Polegarzão vs Vini Victório
- Quartas de Final: Super Herói vs Aranhinha
- Quartas de Final: Wasabi vs Maligno (Maligno foi desclassificado devido à interferência de Polegarzão)
- Quartas de Final: Ira Maldoso vs Fogaréu
- Semifinais: Super Herói vs Ira Maldoso (A partir deste jogo Ira se tornou um Canhoto)
- Semifinais: Polegarzão vs Wasabi
- Final: Super Herói vs Polegarzão
- Vencedor da primeira temporada: Super Herói

### Segunda temporada
A 2.ª temporada é muito menor que qualquer uma das outras estações. A razão para isto é desconhecida. Também a primeira temporada em que o vencedor da primeira partida venceu o Campeonato (Sr. Extremo).
- Sr. Extremo vs. Billy Maldoso
- Mahi Mahi vs. Perigoso Rolf
- Aranhinha vs. Homem Mosca (Homem Mosca foi desclassificado por ser muito chato)
- Ira Maldoso vs. Grande Estrela
- Fogaréu vs. Danny Estouro
- Phil, o Esportista vs Chitá
- Wasabi vs. Dwayne Demente
- Vini Victório vs. Capitão Carpal
- The Royal Tumble: Vini Victório e Phil, o Esportista. vs Aranhinha e O Visitante
- Semifinal: Sr. Extremo vs. Polegarzão (Polegarzão foi nocauteado por uma cadeira lançada por Maligno)
- Semifinal: Maligno vs. Super Herói
- Final: Sr. Extremo vs. Maligno
- Campeão da segunda temporada: Sr. Extremo

### Terceira temporada
Essa é a primeira e única temporada até agora que foi ganha por um canhoto,e também é a primeira temporada onde um canhoto venceu a primeira luta (Pepe Milionário).
- Pepe Milionário vs. Wasabi
- Pierre Gourmet vs. Guloso
- O Último Viking vs. Uga-Uga
- Capitão Carpal vs Nocaute Ninja
- Homem-Cachorro vs O Visitante
- Rainha Rudankamen vs Danny Estouro
- Princesa Pei Pei vs Scott,o Explorador
- Vick Resfriado vs Sr.ª Ginástica
- Aranhinha vs Milty, o Palhaço
- Gil vs Mafioso
- Polegarzão vs Ai
- Super-Herói vs Billy Morceguinho
- Quarta de Final: Sr. Extremo vs Polegarzão (Revanche)
- Quarta de Final: Phil Esportista vs. Maligno
- Quarta de Final: Pepe Milionário vs Super-Herói
- Quarta de Final: Rainha Rudankamen vs Milty, o Palhaço
- Semifinal: Phil, Esportista vs. Rainha Rudankamen
- Semifinal: Pepe Milionário vs Sr. Extremo
- Final: Pepe Milionário vs Phil, Esportista
- Campeão da terceira temporada: Pepe Milionário

### Quarta temporada
A quarta temporada é a mais nova em TWF. Sr. Extremo torna-se o primeiro lutador a ganhar dois campeonatos.
- O Último Viking vs Sr. Extremo
- Vick Resfriado vs Homem Cachorro
- Senhorita Ginástica vs Capitão Carpal
- Mafioso vs Nocaute Ninja
- Perigoso Rolf vs Super Herói
- Phil,Esportista vs Scott,o Explorador
- Rainha Rudankamen vs Uga-uga
- Danny Estouro vs Ira Maldoso
- Polegarzão vs Pierre Gourmet
- Wasabi vs Aranhinha
- Unidade 19G vs Corbata
- James Patriota vs Billy Maldoso
- Quarta de Final: O Visitante vs Super Herói
- Quarta de Final: Sr. Extremo vs Rainha Rudankamen
- Quarta de Final: Danny Estouro vs Mafioso
- Quarta de Final: Fogaréu vs Phil, Esportista
- Semi Final: O Visitante vs Danny Estouro
- Semi Final: Sr. Extremo vs Fogaréu
- Final: Sr. Extremo vs O Visitante
- Campeão da quarta temporada: Sr. Extremo

### Quinta temporada
Esta temporada apresenta novos lutadores: Solado Cunningham (Destro), Leary Sorte (Destro) e O Cavaleiro Negro (Canhoto).
- Scott,o Explorador vs Tom Gato
- Leary Sorte vs Perigoso Rolf
- Sr. Extremo vs Escorpião
- Aranhinha vs Gary,o Estágeario
- Nocaute Ninja vs Fogaréu
- O Visitante vs Uga-uga
- Maligno vs Pierre Gourmet
- Super Herói vs Chitá
- Polegarzão vs Milty, O Palhaço
- Solado Cunningham vs Billy Maldoso
- Mafioso vs Unidade 19G
- Danny Estouro vs O Cavaleiro Negro
- Quarta de Final: Solado Cunningham vs Aranhinha
- Quarta de Final: Polegarzão vs Danny Estouro
- Quarta de Final: Super Herói vs Mafioso
- Quarta de Final: Maligno vs Sr. Extremo (Revanche)
- Semi Final: Polegarzão vs Super Herói. (Revanche)
- Semi Final: Solado Cunningham vs Maligno
- Final: Solado Cunningham vs Polegarzão
- Campeão da Quinta Temporada: Solado Cunningham

## Dubladores
- Dick Thompson: Tatá Guarnieri
- Coronel Cossaco: Carlos Silveira
- Juiz: Nelson Machado
- Pinky: Fábio Lucindo
- Vini Victório: Alfredo Rollo
- Phil, o Esportista: Paulo Vignolo
- Fogaréu: Luiz Antônio Lobue
- Wasabi: Rita Almeida
- Senhor Extremo: Ivo Roberto
- Super-Herói: Vagner Fagundes
- Polegarzão: Fábio Moura
- Aranhinha: Adriana Pissardini
- Maligno: Fritz Gianvito
- Pepe Milionário: Armando Tiraboschi
- Danny Estouro: Sílvio Giraldi
- Ira Maldoso: Francisco Brêtas